# Vous revoir
Vous revoir, cinquième roman de Marc Lévy, paru le 16 juin 2005, est la suite de Et si c'était vrai....
Faisant suite à un roman à grand succès, le 1er tirage a été de 220 000 exemplaires.
Le roman poursuit les aventures de Arthur et de Lauren.